# Blame It on the Bossa Nova
Blame it on the Bossa Nova, skriven av Barry Mann och Cynthia Weil, är en låt som i inspelning av Eydie Gorme 1963 som singel placerade sig på sjunde plats i USA och 32:a plats i Storbritannien. Låten blev också mycket populär i Skandinavien och i Tyskland.
Sången spelades även in av Cliff Richard på hans album "Kinda Latin" 1966.
En inspelning av Anna-Lena Löfgren, som i januari 1967 gav ut låten som B-sida till singeln "Plaisir d'amour" , med den svenskspråkiga texten Det finns ingenting att hämta som skrevs av Stikkan Anderson, låg på Svensktoppen i 11 veckor under perioden 14 maj-23 juli 1967, med tredjeplats som bästa placering .
En inspelning av den svenskspråkiga versionen ("Det finns ingenting att hämta") av dansbandet Lotta Engbergs 1997 låg på albumet "Tolv i topp" , och fungerade även som "B-sida" (om än i CD-skivans tidevarv) till singeln En liten stund på Jorden år 2000 .
Sången finns också inspelad med Väder-Annika, som släppte sin version på singel 1996 under titeln "Uteliggardjuren". Hennes version nådde åttondeplatsen på den svenska singellistan.

## Listplaceringar
| Lista (1963)   | Topplacering          |
| -------------- | --------------------- |
| Danmark        | 3 (DR "Top 20")       |
| Finland        | 3                     |
| Irland         | 9                     |
| Kanada         | 4 (CHUM Hit Parade)   |
| Nederländerna  | 5                     |
| Norge          | 2                     |
| Storbritannien | 32 (UK Singles Chart) |
| Sverige        | 1 (Kvällstoppen)      |
| Sverige        | 1 (Tio i topp)        |
| USA            | 7 (Billboard Hot 100) |
| Västtyskland   | 1                     |

### Fotnoter
1. ↑  ”Svensk mediedatabas”. http://smdb.kb.se/catalog/id/001441607. Läst 12 maj 2011.
2. ↑  Svensktoppen - 1967
3. ↑  Information i Svensk mediedatabas.
4. ↑  Aftonbladet 18 april 2000 - Tommys - bör ej överdoseras
5. ↑  ”Svensk mediedatabas”. http://smdb.kb.se/catalog/id/001461747. Läst 20 maj 2011.
6. ↑  ”Listplacering”. http://hitparad.se/showitem.asp?interpret=V%E4der%2DAnnika&titel=Uteliggardjuren&cat=s. Läst 20 maj 2011.
7. ↑  ”Listplacering”. Arkiverad från originalet den 12 mars 2016. https://web.archive.org/web/20160312175700/http://danskehitlister.dk/?hitlist_id=12&y=1963&hitlist_item_id=999. Läst 26 januari 2022.
8. ↑  ”Listplacering”. http://suomenlistalevyt.blogspot.com/2015/08/gip-gra.html. Läst 26 januari 2022.
9. ↑  ”Listplacering”. http://irishcharts.ie/search/placement?page=1&search_type=title&placement=Blame+It+On+The+Bossa+Nova. Läst 26 januari 2022.
10. ↑  ”Listplacering”. http://chumtribute.com/63-02-25-chart.jpg. Läst 26 januari 2022.
11. ↑  ”Listplacering”. https://dutchcharts.nl/showitem.asp?interpret=Eydie+Gorm%E9&titel=Blame+It+On+The+Bossa+Nova&cat=s. Läst 26 januari 2022.
12. ↑  ”Listplacering”. http://norwegiancharts.com/showitem.asp?interpret=Eydie+Gorme&titel=Blame+It+On+The+Bossa+Nova&cat=s. Läst 12 maj 2011.
13. ↑  ”Eydie Gormé Chart History” (på engelska). The Official UK Charts Company. https://www.officialcharts.com/artist/5707/eydie-gorme/. Läst januari 2022.
14. ↑  Hallberg, Eric (1993). Kvällstoppen i P3 (1:a uppl.). ISBN 91-630-2140-4
15. ↑  Hallberg, Eric (1998). Tio i topp - med de utslagna på försök 1961-74 (1:a uppl.). ISBN 91-972712-5-X
16. ↑  ”Billboard, Listplacering”. https://www.billboard.com/charts/hot-100/1963-03-02/. Läst 26 januari 2022.
17. ↑  ”Charts Surfer, söktjänst”. http://www.charts-surfer.de/. Läst 26 januari 2022.